# Raposa-voadora-das-léquias
A raposa-voadora-das-léquias (Pteropus dasymallus), também conhecida como morcego-frugívoro-das-ryukyu e raposa-voadora-das-ryukyu, é uma grande espécie de morcego da família Pteropodidae. Pode ser encontrada no Japão, Taiwan, Filipinas e nas ilhas Batanes e Babuyan. Seus hábitats naturais são florestas secas tropicais ou subtropicais e pântanos subtropicais. Está ameaçada pela perda de hábitat e pela caça, a IUCN classifica essa espécie como "vulnerável".

## Taxonomia e etimologia
Foi descrita como uma nova espécie em 1825 pelo zoólogo holandês Coenraad Jacob Temminck. Ele adquiriu os espécimes usados para sua descrição do empresário holandês Jan C. Blomhoff. Seu nome específico "dasymallus" provavelmente é proveniente do grego aintigo dasús "peludo" e mallós "lanoso"; Temminck descreveu sua pele como longa e lanosa. As cinco subespécies são: 
- P. d. daitoensis — raposa-voadora-das-daito
- P. d. dasymallus — raposa-voadora-de-erabu
- P. d. formosus — raposa-voadora-taiwanesa
- P. d. inopinatus — raposa-voadroa-de-orii
- P. d. yayeyamae — raposa-voadora-das-yaeyama

As subespécies são baseadas em populações que ocorrem em diferentes ilhas.

## Descrição
A raposa-voadora-das-léquias é ligeiramente menor que a raposa-voadora-indiana, com uma envergadura de 1.24–1.41 m (4 ft 1 in–4 ft 8 in). Pesa cerca de 400–500 g (0.88–1.10 lb) . Seu antebraço é de aproximadamente 140 mm (5.5 in) de comprimento. O corpo do morcego é coberto por longos pelos, fazendo com que o corpo pareça quase lanoso. Sua coloração é castanho-avermelhado e tem a nuca branco-amarelada. Suas orelhas são pequenas e pontiagudas, e são difíceis de ver sob seu pelo espesso. Suas membranas de vôo são de cor marrom escuro.

## Biologia e ecologia
É principalmente frugívoro, consumindo os frutos de pelo menos 53 espécies de plantas; as flores de 20 espécies ; as folhas de 18 espécies; e a casca de uma espécie. Também foi observado o consumo de oito espécies diferentes de insetos. A figueira chinesa é uma importante fonte de alimento o ano todo. É um importante polinizador de uma subespécie de Schima wallichii, uma árvore perene. Também poliniza uma espécie de trepadeira, Mucuna macrocarpa. É uma espécie noturna, geralmente empoleirando-se em solitário nas árvores durante o dia e forragando à noite. A raposa-voadora-das-léquias aumenta a dispersão de sementes, pois as sementes dos frutos digeridos são depositadas como guano até 1,833 m (1.139 mi) das árvores procriadoras.

## Distribuição e hábitat
A raposa-voadora-das-léquias é nativa de Taiwan, Japão e Filipinas. No Japão, é encontrado nas Ilhas Ōsumi, Ilhas Okinawa, Ilha Miyako, Ilhas Yaeyama e Ilhas Daitō. Nas Filipinas está presente em Batan, Dalupiri e Fuga. Vive nas florestas onde se empoleira durante o dia nas árvores, individualmente ou em pequenos grupos.

## Estado
A maior população desses morcegos está provavelmente nas Filipinas e acredita-se que seja estável. No Japão, estima-se que haja bem mais de cinco mil morcegos, mas em Taiwan, houve uma grande redução no número desses animais. Esta espécie enfrenta uma série de ameaças. Algumas populações das Filipinas são caçadas para consumo e este morcego é considerado uma iguaria em Babuyan Claro. No Japão, a perda de hábitat é a principal ameaça, mas alguns animais ficam presos em redes colocadas para proteger as plantações de cítricos e outros são eletrocutados por linhas de alta tensão. No geral, a maioria das populações está em declínio, embora isso pareça ter se estabilizado até certo ponto em 2008, quando a IUCN removeu este morcego da categoria "em perigo" e o colocou na categoria "vulnerável", e recentemente foi movida para "quase ameaçada".

## Relacionamento com humanos
Na descrição inicial de Temminck, ele escreveu que os morcegos "devastam" os pomares. A depredação dos pomares fez com que a Prefeitura de Okinawa iniciasse uma investigação em 2012. Em duas aldeias pesquisadas em 2013, estimou-se que as raposas-voadoras causaram 19 milhões de ienes (175 mil dólares) em danos às plantações de Citrus anualmente. Muitos fazendeiros japoneses acreditam que a raposa-voadora-das-léquias é uma praga que deve ser controlada através do abate.